# Federação Portuguesa de Orientação
Die Federação Portuguesa de Orientação (abgekürzt FPO) ist der nationale Orientierungslaufverband Portugals.

## Geschichte
Mit dem ersten Campeonato das Forças Armadas de Mafra, der Meisterschaft der Streitkräfte in Mafra, gilt der Orientierungslauf in Portugal seit 1973 als etabliert. Nach ersten zivilen Orientierungsläufen ab 1980 erschien 1981 mit der Touring Açoteias / Albufeira – Algarve – Portugal die erste zivile Orientierungslaufkarte.
1987 wurde die Associação Portuguesa de Orientação (APORT) gegründet, der erste portugiesische Orientierungslauf-Verband. Aus ihr ging die 1990 neugegründete FPO hervor, die Mitglied des I.O.F. wurde, und 1991 erstmals bei der Weltmeisterschaft in der Tschechoslowakei teilnahm. 1999 waren bereits 65 Vereine Mitglied in der FPO.

## Wettbewerbe
Die FPO organisiert nationale Wettbewerbe in Kontinental-Portugal und auf Madeira, in verschiedenen Disziplinen, darunter auch Orientierungs-Mountainbike-Wettbewerbe.
Die FPO nimmt regelmäßig an internationalen Wettbewerben teil und richtet sie auch selbst aus, etwa die Weltmeisterschaft (MTB WOC) im Jahr 2010.